# Acton Beauchamp
Acton Beauchamp – wieś w Anglii, w hrabstwie Herefordshire. Leży 20 km na północny wschód od miasta Hereford i 177 km na północny zachód od Londynu. We wsi znajduje się zabytkowy kościół pw. św. Idziego. Miejscowość była związana z rodziną Beauchamp.